# Puiseux-en-Bray
Puiseux-en-Bray är en kommun i departementet Oise i regionen Hauts-de-France i norra Frankrike. Kommunen ligger i kantonen Le Coudray-Saint-Germer som tillhör arrondissementet Beauvais. År 2022 hade Puiseux-en-Bray 397 invånare.

## Befolkningsutveckling
Antalet invånare i kommunen Puiseux-en-Bray
| Referens: INSEE |